# Freccia Vallone 2024
La Freccia Vallone 2024, ottantottesima edizione della corsa e valevole come diciottesima prova dell'UCI World Tour 2024 categoria 1.UWT, si svolse il 17 aprile 2024 su un percorso di 199,1 km, con partenza da Charleroi e arrivo a Huy, nella regione belga della Vallonia. La vittoria fu appannaggio dell'inglese Stephen Williams, il quale completò il percorso in 4h40'24", alla media di 42,603 km/h, precedendo il francese Kévin Vauquelin e il belga Maxim Van Gils. 
Sul traguardo di Huy 44 ciclisti, su 174 partiti da Charleroi, portarono a termine la competizione.

## Squadre e corridori partecipanti
| N.      | Cod. | Squadra                   |
| ------- | ---- | ------------------------- |
| 1-7     | UAD  | UAE Team Emirates         |
| 11-17   | LTK  | Lidl-Trek                 |
| 21-27   | SOQ  | Soudal Quick-Step         |
| 31-37   | IPT  | Israel-Premier Tech       |
| 41-47   | COF  | Cofidis                   |
| 51-57   | TVL  | Team Visma-Lease a Bike   |
| 61-67   | LTS  | Lotto Dstny               |
| 71-77   | DFP  | Team DSM-Firmenich PostNL |
| 81-87   | ARK  | Arkéa-B&B Hotels          |
| 91-97   | MOV  | Movistar Team             |
| 101-107 | TBV  | Bahrain Victorious        |
| 111-117 | UXM  | Uno-X Mobility            |
| 121-127 | IGD  | Ineos Grenadiers          |

| N.      | Cod. | Squadra                         |
| ------- | ---- | ------------------------------- |
| 131-137 | ADC  | Alpecin-Deceuninck              |
| 141-147 | EFE  | EF Education-EasyPost           |
| 151-157 | JAY  | Team Jayco AlUla                |
| 161-167 | GFC  | Groupama-FDJ                    |
| 171-177 | IWA  | Intermarché-Wanty               |
| 181-187 | TEN  | TotalEnergies                   |
| 191-197 | DAT  | Decathlon AG2R La Mondiale Team |
| 201-207 | AST  | Astana Qazaqstan Team           |
| 211-217 | BOH  | Bora-Hansgrohe                  |
| 221-227 | Q36  | Q36.5 Pro Cycling Team          |
| 231-237 | BWB  | Bingoal WB                      |
| 241-247 | EUS  | Euskaltel-Euskadi               |

## Ordine d'arrivo (Top 10)
| Pos. | Corridore          | Squadra   | Tempo    |
| ---- | ------------------ | --------- | -------- |
| 1    | Stephen Williams   | Israel    | 4h40'24" |
| 2    | Kévin Vauquelin    | Arkéa     | s.t.     |
| 3    | Maxim Van Gils     | Lotto     | a 3"     |
| 4    | Benoît Cosnefroy   | Decathlon | s.t.     |
| 5    | Santiago Buitrago  | Bahrain   | s.t.     |
| 6    | Tobias Johannessen | Uno-X     | a 10"    |
| 7    | Romain Grégoire    | Groupama  | s.t.     |
| 8    | Dorian Godon       | Decathlon | s.t.     |
| 9    | Tiesj Benoot       | Visma     | s.t.     |
| 10   | Guillaume Martin   | Cofidis   | s.t.     |